# 索尼愛立信Xperia Pureness
Xperia Pureness是索尼愛立信旗下的一款智能手機，既LG推出透明键盘手机GD900后，索尼爱立信也接着推出全球首款屏幕透明手机（屏幕不显示使接近透明），于2009年在香港和英国发售,全球限量888台。
索尼爱立信第一次增值业务就是在索尼爱立信Xperia Pureness，索尼爱立信发布的Pureness concierge服务将为用户提供了产品损坏时的48小时备用机服务。
索尼爱立信Xperia Pureness键盘采用平面键盘设置，键盘为四层、每层3个数字键，键盘在锁键状态并不显示数字。
内置Mega Bass重低音功能，支持唱片显示。

## 争议
Xperia Pureness没有搭载X1/X2所采用的Windows Mobile平台，也没有X10所应用的Android系统，采用的是旗下非智能机所惯用的A200软件平台。但凭借其独特的透明屏幕的设计，索尼爱立信X5还是在发布时受到很多用户的关注。
Xperia Pureness在外媒刚开始泄露的资料里的代号是“KiKi”(魔女），随后真机现身时被更名为Xperia Pureness的叫法，而在2009年10月末海外评试文档中的设备型号又变成X5。
索尼爱立信在丹麦官网中，该机型号被更名为REN Xperia，“REN”在丹麦云中意思为清洁的，与“Pureness”的涵义相似。
数据接口并非USB 2.0而是USB v2.0(Fast-Port)接口,采用和IPhone类似的内置电池设计,后盖无法打开。
索尼爱立信Xperia Pureness定价十分高昂，屏幕尺寸太小、单色屏、分辨率相比同类产品落伍、无摄像头、电池无法更换，一直被网友调侃时尚手机。